# Karol Sevilla
Karol Itzitery Piña Cisneros (Ciudad de México, 9 de noviembre de 1999), conocida artísticamente como Karol Sevilla, es una actriz, cantante, modelo y compositora mexicana. Destacada por interpretar a Luna Valente y María Guadalupe Díaz Mint en las series juveniles Soy Luna y Siempre fui yo respectivamente. Y también a Teresa Rondia en la adaptación cinematográfica, Casi el paraíso (película).
Comenzó su carrera como cantante en 2016, después de participar en la banda sonora de la serie original de Disney Channel, Soy Luna (2016-2018), y posteriormente en las bandas sonoras de las producciones originales de Walt Disney Pictures, Coco (2017) y Ralph Breaks the Internet (2018). En 2020, firmó contrato con la discográfica mexicana Ocesa Seitrack para proseguir con su carrera como cantante solista.
Luego de su sencillo 'Miedo de sentir' lanzado el 10 de febrero de 2023, la artista decide dejar Ocesa Seitrack y decide subir sus canciones bajo su propio sello, como 'Cenicienta' y 'Otro Mood'. Tras el lanzamiento de 'Cenicienta', medios de comunicación la felicitaron por "romper estereotipos" con la letra de la canción que habla sobre la independencia y empoderamiento de una mujer después de una mala relación o toxicidad.

## Biografía

### Primeros años
Karol Sevilla nació el 9 de noviembre de 1999 en la Ciudad de México. Es hija de Carolina Cisneros y Javier Piña. Sevilla durante su niñez estudió actuación en el Centro de Educación Artística de Televisa en Ciudad de México y culminó sus estudios secundarios en el Colegio Militar de la Nación, ubicado en el Gran Buenos Aires, Argentina en 2017.
Su primera aparición en televisión fue en 2008 en la telenovela mexicana Querida enemiga, interpretando a Gina Liñán Mendiola. En 2009, realizó una participación especial en la serie de televisión Mujeres asesinas, como Cecilia.
En 2010, participó en la telenovela Para volver a amar, en donde realizó una participación especial. Al siguiente año formó parte del elenco de la telenovela Amorcito corazón, como María Luz.
En 2012, participó en la telenovela Qué bonito amor, interpretando a Lucía. Ese mismo año participó en la serie de televisión Como dice el dicho y en un episodio de la quinta temporada de la serie de antología, La rosa de Guadalupe.
En paralelo a sus participaciones en televisión, Sevilla se destacó por sus papeles protagónicos en obras musicales, entre ellas, La novicia rebelde, Anita la huerfanita, Caperucita Roja, El mago de Oz y Fantabulosa.

### 2015-presente:Soy Lunay otros proyectos
En mayo de 2015, fue elegida como la protagonista de la serie original de Disney Channel Soy Luna, interpretando los papeles de Luna Valente y Sol Benson, respectivamente. La serie se convirtió rápidamente en un éxito internacional, por lo que su personaje en la serie la convirtió en una ídolo adolescente y le valió para ser reconocida mundialmente.
Tras el final de la gira Soy Luna: En Concierto Diciembre de 2017, Walt Disney Pictures grabó el concierto completo de México para estrenarla en Disney Channel y en plataformas digitales bajo el título de Soy Luna: En Concierto - México.La película tuvo una premiere en un canal de pago en México, para así el mes siguiente estrenarla mundialmente en las plataformas de Disney mundialmente. Se estrenó simultáneamente en Disney Channel Brasil bajo el nombre de Soy Luna: O Show. El primer tráiler de Soy Luna 3: Una vuelta más  se mostró durante la transmisión del film y el 24 de noviembre de 2018, se agregó a Netflix en América Latina y Brasil, pero desde entonces se eliminó para así entrar en el catálogo de la misma empresa Disney+.
En 2017, participó en el programa de televisión de Disney Channel, Junior Express y formó parte de la banda sonora de la película original de Disney y Pixar, Coco, interpretando el tema musical «La bikina».
En 2018, Sevilla plasmó sus manos en la Plaza de las Estrellas en la Ciudad de México, lugar donde personalidades destacadas han plasmado sus manos por sus reconocimientos en México como grandes artistas.
En noviembre de 2018, Sevilla realizó su primer doblaje como Dani Fernández en la película animada Ralph Breaks the Internet y prestó su voz para el tema «El lugar» para la banda sonora y los créditos finales de la película.
En 2019, fue jurada en la cuarta temporada del reality show musical, Pequeños gigantes para Televisa. Asimismo, prestó su voz para el tema de abertura del programa. Ese mismo año, interpretó el tema musical «Vuélveme a mirar así», para la banda sonora de la telenovela Soltero con hijas y fue presentadora en una categoría de los Premios Juventud 2019.
En 2020, firmó contrato con la discográfica Ocesa Seitrack. En agosto de 2020 publicó una canción titulada «Coro de amor» al lado de Emilio Osorio, para la banda sonora y tema principal de la telenovela ¿Qué le pasa a mi familia?. En octubre de 2020, lanzó una línea de productos con la marca de cuidado capilar Sedal.
En noviembre de 2020, fue presentadora de los Kids' Choice Awards México 2020, de los Latin Grammy Awards 2020 y los American Music Awards.
En enero de 2021 publicó de la mano de la discográfica OCESA Seitrack su sencillo debut como cantante solista «Tus Besos», que debutó en los primeros puestos en plataformas como Itunes y YouTube.
En febrero de 2021, Sevilla y el elenco de la serie volvieron a la pantalla de Disney una vez más para una nueva película de despedida con las grabaciones del último concierto, con charlas íntimas con los actores y un vistazo a detrás de cámaras para recordar la aclamada serie. El film tiene bajo título Soy Luna: El Último Concierto estrenada el 26 de febrero de 2021. Tanto la película como una playlist en Spotify con las canciones y fue estrenada solo para Disney+ siendo así la segunda producción original de la compañía en la plataforma después de Folklore: The Long Pond Studio Sessions de Taylor Swift.
Abril de 2021, se unió a la compañía Forever Music Miami, y en mayo le dio voz a la canción  «Desde Hoy» para la campaña de Disney Princesa: Tiempo de celebrar.. Además ese mismo año se convirtió en la portada para revistas como: Tú (revista), Pandora, Post Mag, ShowCaseMx y EstiloDF.
En julio de 2021, lanza su segunda canción como solista, «Nadie te entiende».
En junio de 2022 vuelve a trabajar en otro proyecto para Disney, esta vez en la serie web de la plataforma de streaming Disney+,  Siempre fui yo,  interpretando a María Guadalupe "Lupe" del Mar Díaz Mint
En junio de 2024 se confirmó que le dará voz a Victoria, en la película “Gigantes: Una aventura extraordinaria” en su doblaje latinoamericano, y al mismo tiempo; fue productora ejecutiva de la película.
En agosto de 2024 lanzó «Weekend», su primera canción electrónica con el importante rapero, DJ, trompetista y productor discográfico australiano Timmy Trumpet.
En septiembre del mismo año se estrenará en cines la adaptación cinematográfica Casi el paraíso donde fue parte del elenco principal interpretando a Teresa Rondia.
El 23 de octubre de 2024, durante una entrevista para Radio Disney, confirmó que la serie Soy Luna, regresaría para una cuarta temporada, la cual se empezó a grabar en junio de 2025.

## Trayectoria
| Año  | Título                                | Papel                     | Notas                                                        |
| ---- | ------------------------------------- | ------------------------- | ------------------------------------------------------------ |
| 2008 | Spam                                  | Sofía                     | Elenco secundario                                            |
| 2017 | Soy Luna: En Concierto - México       | Luna Valente              | Película concierto                                           |
| 2018 | Ralph Breaks the Internet             | Dani Fernández            | Doblaje al español para Hispanoamérica                       |
| 2021 | Soy Luna: El último concierto         | Luna Valente / Ella misma | Película concierto                                           |
| 2024 | Gigantes: Una aventura extraordinaria | Victoria                  | Doblaje al español para Hispanoamérica, productora ejecutiva |
| 2024 | Casi el paraíso                       | Teresa Rondia             | Elenco principal                                             |

| Año        | Título               | Papel                                    | Notas                                                  |
| ---------- | -------------------- | ---------------------------------------- | ------------------------------------------------------ |
| 2006       | Plaza Sésamo         | Debut en televisión                      |                                                        |
| 2008       | Querida enemiga      | Gina Liñán Mendiola                      |                                                        |
| 2008-2015  | La rosa de Guadalupe | Varios personajes                        |                                                        |
| 2009       | Mujeres asesinas     | Cecilia (niña)                           | Episodio: "Cecilia, prohibida"                         |
| 2010       | Llena de amor        | Gretel Ruiz y de Teresa Curiel (niña)    |                                                        |
| 2010-2011  | Para volver a amar   | Monse                                    |                                                        |
| 2011-2012  | Amorcito corazón     | María Luz "Marilu" Lobo Ballesteros      | Elenco secundario                                      |
| 2012-2013  | Qué bonito amor      | Lucía                                    | Elenco secundario                                      |
| 2012, 2014 | Como dice el dicho   | Tatis - Renata                           | Participación en dos episodios                         |
| 2016-2026  | Soy Luna             | Luna Valente/Sol Benson                  | Protagonista, serie de TV Disney Channel Latinoamérica |
| 2017       | Junior Express       | Ángeles “Angie”                          | 1 episodio                                             |
| 2022-2024  | Siempre fui yo       | María Guadalupe "Lupe" del Mar Díaz Mint | Protagonista, serie de TV Disney+                      |

| Año  | Título                                | Notas                           |
| ---- | ------------------------------------- | ------------------------------- |
| 2016 | Pijama Party                          | Concursante                     |
| 2019 | Pequeños gigantes                     | Jurado                          |
| 2019 | ¿Quién es la máscara?                 | Concursante                     |
| 2019 | Premios Juventud                      | Presentadora                    |
| 2020 | Kids Choice Awards México             | Presentadora                    |
| 2020 | Latin Grammy                          | Presentadora                    |
| 2020 | American Music Awards                 | Presentadora                    |
| 2020 | Yo Vivo: Carlos Rivera                | Documental                      |
| 2021 | Kids Choice Awards México             | Presentadora                    |
| 2022 | Me caigo de risa                      | Concursante                     |
| 2022 | Divina Comida                         | Concursante                     |
| 2022 | Siempre fui yo: Detrás de la historia | Documental del detrás de escena |

### Teatro
- La novicia rebelde (2008)
- Timbiriche Musical (2010)
- Anita la huerfanita (2010)
- El mago de Oz (2012)
- Noche de musicales 3 (2012)
- Fantabulosa (2014)

## Discografía
- Soy Luna (2016)
- Música en ti (2016)
- La vida es un sueño (2017)
- Soy Luna Remixes (2017)
- Coco (2017)
- Modo amar (2018)
- Ralph Breaks the Internet (2018)
- Siempre fui yo (2022)
- Siempre fui yo 2 (2024)

Sencillos como solista
- 2018: «A bailar»
- 2019: «Mil besos por segundo»
- 2020: «Vuelveme a mirar así»
- 2020: «Coro de amor» (Con Emilio Osorio)
- 2021: «Tus besos»
- 2021: «Nadie te entiende»
- 2021: «Pase lo que pase (Con Joey Montana)»
- 2022: «Dime dime»[47]
- 2023: «Miedo de sentir»[48]
- 2023: «Salud hermana (Con Cielo Torres)»[49]
- 2023: «Anónimo (Con Mario Bautista)»[50]
- 2024: «Cenicienta»[51]
- 2024: «Otro Mood»[52]
- 2024: «Weekend (Con Timmy Trumpet & FAULHABER)»
- 2024: «Una Noche Más (Con Alan Navarro)»

Sencillos para bandas sonoras
- 2017: «La Bikina»
- 2019: «El lugar»
- 2021: «Desde hoy»
- 2024: «Baila Así»
- 2024: «Casi el paraíso»

## Giras
- Soy Luna en concierto (2017)
- Soy Luna Live (2018)
- Soy Luna en vivo (2018)
- Que Se Pare El Mundo Tour (2018-2020)
- Luminova Tour (2024)

## Libros
- Soy Karol Sevilla. Editorial Planeta. 2017. ISBN 9786070740121.

## Premios y nominaciones
| Año  | Premiación                             | Categoría                                  | Trabajo                    | Resultado | Ref    |
| ---- | -------------------------------------- | ------------------------------------------ | -------------------------- | --------- | ------ |
| 2016 | Kids' Choice Awards México             | Actriz Favorita                            | Soy Luna                   | Nominada  |        |
| 2016 | Kids' Choice Awards Colombia           | Actriz Favorita                            | Soy Luna                   | Nominada  |        |
| 2016 | Tú Awards                              | #Queen de Instagram                        | Ella misma                 | Nominada  |        |
| 2016 | Kids' Choice Awards Argentina          | Actriz Favorita                            | Soy Luna                   | Ganadora  |        |
| 2017 | Kids' Choice Awards México             | Actriz Favorita                            | Soy Luna                   | Nominada  |        |
| 2017 | Kids' Choice Awards Colombia           | Actriz Favorita                            | Soy Luna                   | Ganadora  |        |
| 2017 | Tú Awards                              | #Influencer Femenino con más onda          | Ella misma                 | Nominada  |        |
| 2017 | Tú Awards                              | #Queen de Instagram                        | Ella misma                 | Ganadora  |        |
| 2018 | Eliot Awards                           | Migrador                                   | Ella misma                 | Nominada  |        |
| 2018 | Kids' Choice Awards México             | Actriz Favorita                            | Soy Luna                   | Ganadora  |        |
| 2018 | Kids' Choice Awards Argentina          | Actriz Favorita                            | Soy Luna                   | Ganadora  |        |
| 2019 | Kids' Choice Awards México             | Actriz Favorita                            | Soy Luna                   | Ganadora  |        |
| 2021 | Kids' Choice Awards México             | Creador+Top                                | Ella Misma                 | Ganadora  | [ 54 ] |
| 2021 | Socialiteen                            | Tik Toker del año 2021                     | Ella Misma                 | Nominada  |        |
| 2021 | Socialiteen                            | Artista Viral del 2021                     | Ella Misma                 | Nominada  | [ 55 ] |
| 2021 | Eliot Awards                           | Beat 4 Like                                | Ella Misma                 | Nominada  | [ 56 ] |
| 2021 | Premio Jovem Brasil                    | Hit Latino "Tus Besos"                     | Ella Misma                 | Nominada  |        |
| 2021 | Premio Jovem Brasil                    | Cantor Latino                              | Ella Misma                 | Nominada  | [ 57 ] |
| 2022 | Produ Awards                           | Mejor actriz protagónica infanto/juvenil   | Siempre fui yo             | Ganadora  | [ 58 ] |
| 2024 | Nickelodeon Kids' Choice Awards México | Actriz favorita                            | Siempre fui yo             | Nominada  | [ 59 ] |
| 2024 | Produ Awards                           | Mejor Actriz Protagónica Infanto / Juvenil | Siempre fui yo             | Nominada  | [ 60 ] |
| 2024 | Premios CANACINE                       | Mejor promesa femenina                     | Casi el paraíso (película) | Nominada  | [ 61 ] |
| 2025 | Diosa de Plata                         | Mejor revelación femenina                  | Casi el paraíso (película) | Ganadora  |        |
| 2025 | Diosa de Plata                         | Mejor canción Para Cine                    | ”Casi el paraíso”          | Ganadora  |        |